# Seminari Diocesà de Solsona
El Seminari Diocesà de Solsona, és una edificació que forma part de l'Inventari del Patrimoni Arquitectònic Català de la ciutat de Solsona (Solsonès).

## Descripció
Edifici religiós amb una planta rectangular molt allargada en forma de creu llatina i una torre al centre dels tres braços. Tot l'edifici és de pedra picada excepte les tres cares de la creu i els vans de llum de les golfes que estan decorats amb pedra artificial. Té tres plantes, ocupant un espai de quatre mil metres quadrats. Tota la façana està ocupada per grans finestrals rectangulars, excepte els de la planta baixa que són d'arc de mig punt. Està orientat nord-sud. La porta primitiva es troba al mur nord.

### Notícies històriques

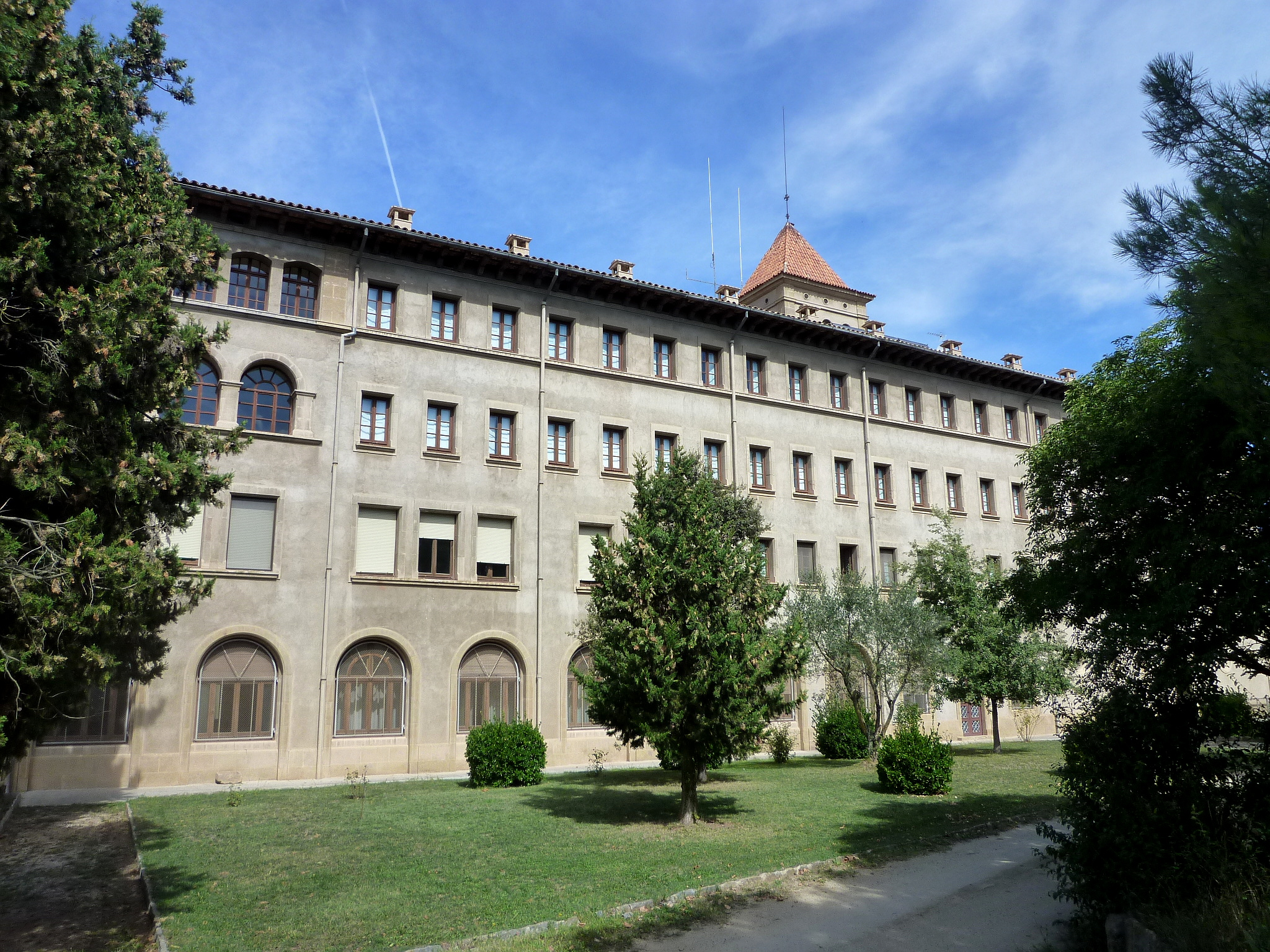
Seminari Major

Fou el bisbe Dr. Ramon Riu qui emprengué la construcció d'aquest edifici al turó de Sant Magí, per als alumnes d'humanitats i seminari menor. El pressupost per fer l'obra era de 25.390 pessetes i el termini de construcció de 8 mesos. L'obra és subhastada el març de 1896 i el 24 de setembre de l'any següent, l'edifici ja estava inaugurat. L'obra fa falla degut al temps escàs de construcció, s'hi feren obres de restauració, un cop acabades foren traslladats els estudiants, així com els alumnes de l'antic edifici dels Dominics. El bisbe V. Tarancón construí l'any 1947, una nova ala adossada al cos del menjador i cuina del seminari menor que venia a ser com un gran pedestal a la creu, destinada a seminari major. S'inaugurava el 13 d'agost del 1948.